# Almere Pampus
Almere Pampus is een nog te bouwen stadsdeel in de gemeente Almere, in de Nederlandse provincie Flevoland. Almere Pampus ligt aan het IJmeer in het uiterste westen van de Flevopolder. Het is vernoemd naar het forteiland Pampus dat tot de gemeente Gooise Meren behoort en in het IJmeer ligt.
Almere Pampus is anno 2025 nog in de planfase. De ontwikkeling hangt onder meer af van nadere besluitvorming door het Rijk. De aanleg van een IJmeerverbinding is van doorslaggevend belang voor de ontwikkeling van Almere Pampus en voor de verdere groei van Almere. De IJmeerverbinding is een gewenste nieuwe verbinding tussen Amsterdam en Almere in de vorm van een brug en/of tunnel voor een metro. Veel inwoners van Almere zijn werkzaam in de agglomeratie Amsterdam. Almere heeft de aanleg van de IJmeerverbinding als voorwaarde gesteld voor de ontwikkeling van het nieuwe stadsdeel Almere Pampus.
Een groot deel van het gebied is in gebruik voor Windpark Jaap Rodenburg. Ook is hier een land art-project van Daniel Libeskind te vinden: Polderland Garden of Love and Fire (1997).
In 2013 besloot het Kabinet-Rutte II dat deze ontwikkelingen pas na 2025 aan de orde komen. Door de grote behoefte aan nieuwe woningen in de omgeving van Amsterdam kwam in 2020 de wens naar voren om Almere Pampus versneld aan te leggen en er zo spoedig mogelijk 25.000 woningen te realiseren.
Almere Stad · Almere Haven · Almere Buiten · Almere Hout · Almere Poort · Almere Pampus

Flevoland: Steden en dorpen      Nederland: Provincies · Gemeenten